# Govert Flinck
Govert Flinck (ou Govaert Flinck) est un peintre néerlandais né le 25 janvier 1615 à Clèves, mort le 2 février 1660 à Amsterdam.

## Biographie
Il quitte son père à 16 ans sur l'insistance de Lambert Jacobsz et rejoint Rembrandt dans son atelier de 1633 à 1636.
Govert Flinck, parfois considéré comme élève de Rembrandt, adopta le style de Bartholomeus van der Helst de préférence à celui de son maître. En réalité il était davantage un coopérateur de Rembrandt car très formé au moment où il rejoint ce groupe. Il succède à Rembrandt dans l'atelier de Hendrick van Uylenburgh. Il a peint pour la Maison d'Orange et le Prince de Nassau-Siegen. Ses premières œuvres signées « Flinck » datent de 1636.
Après quelques années, il quitte cet atelier pour s'établir de façon indépendante à Amsterdam au Lauriergracht.

## Œuvres
- Paysage au pont et aux ruines, 1637, huile sur bois, 49 × 75 cm, Musée du Louvre, Paris[3]
- Isaac donne sa bénédiction à Jacob, 1638, huile sur toile, 117 × 141 cm, Rijksmuseum, Amsterdam[4]
- Paysage avec un obélisque, 1638, huile sur bois, 54,5 × 71 cm, volé en 1990[5].
- Les anges annoncent aux bergers la naissance du Christ, 1639, huile sur toile, 160 × 196 cm, Musée du Louvre, Paris[6]
- Portrait d’une fillette en Flore, 1640, huile sur toile, 117 × 90 cm, Musée des beaux-arts de Nantes[7]
- Fillette à côté d'un chaise d'enfant, 1640, huile sur toile, 114 × 87 cm, Mauritshuis, La Haye[8]
- Fête de corporation à sept personnages, huile sur papier marouflé sur bois, 31,5 × 21 cm, Musée des beaux-arts, Rouen.

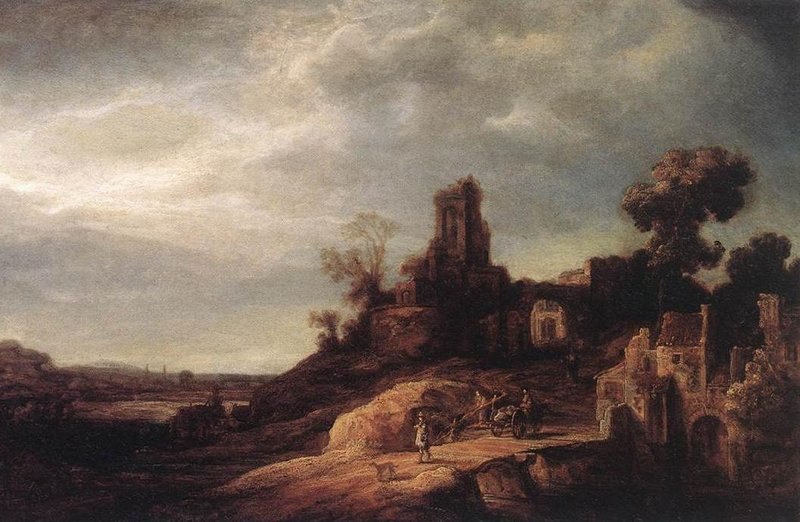
Paysage au pont, 1637 Musée du Louvre
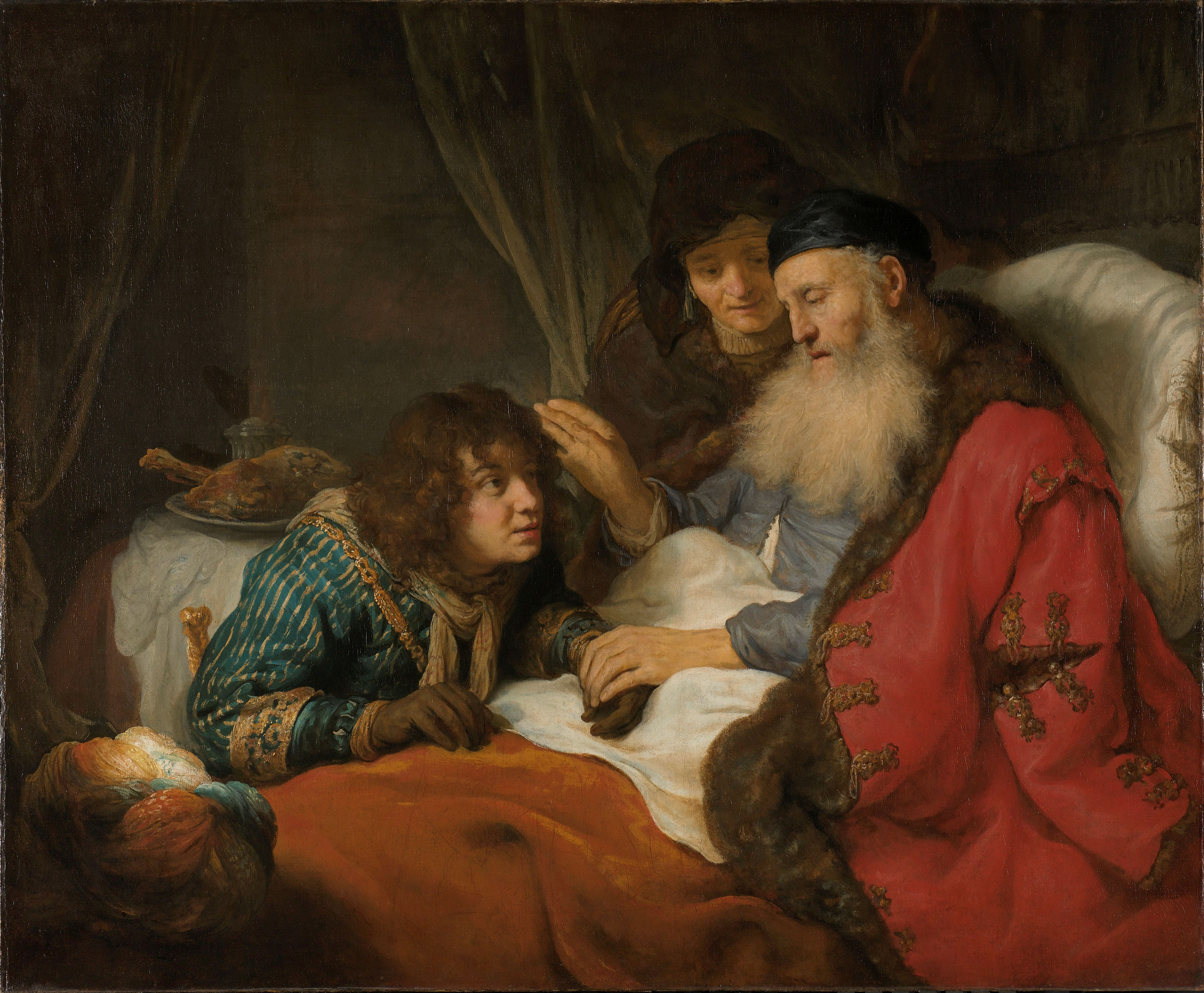
Isaac bénissant Jacob, 1638 Rijksmuseum
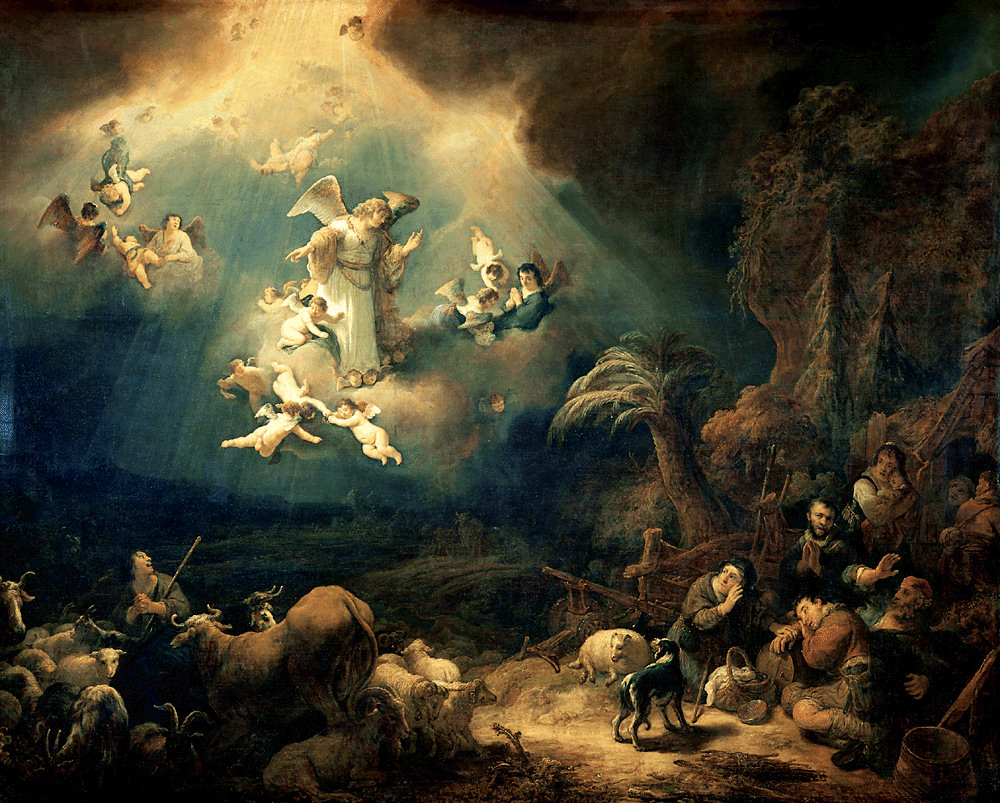
Annonce des anges, 1639 Musée du Louvre
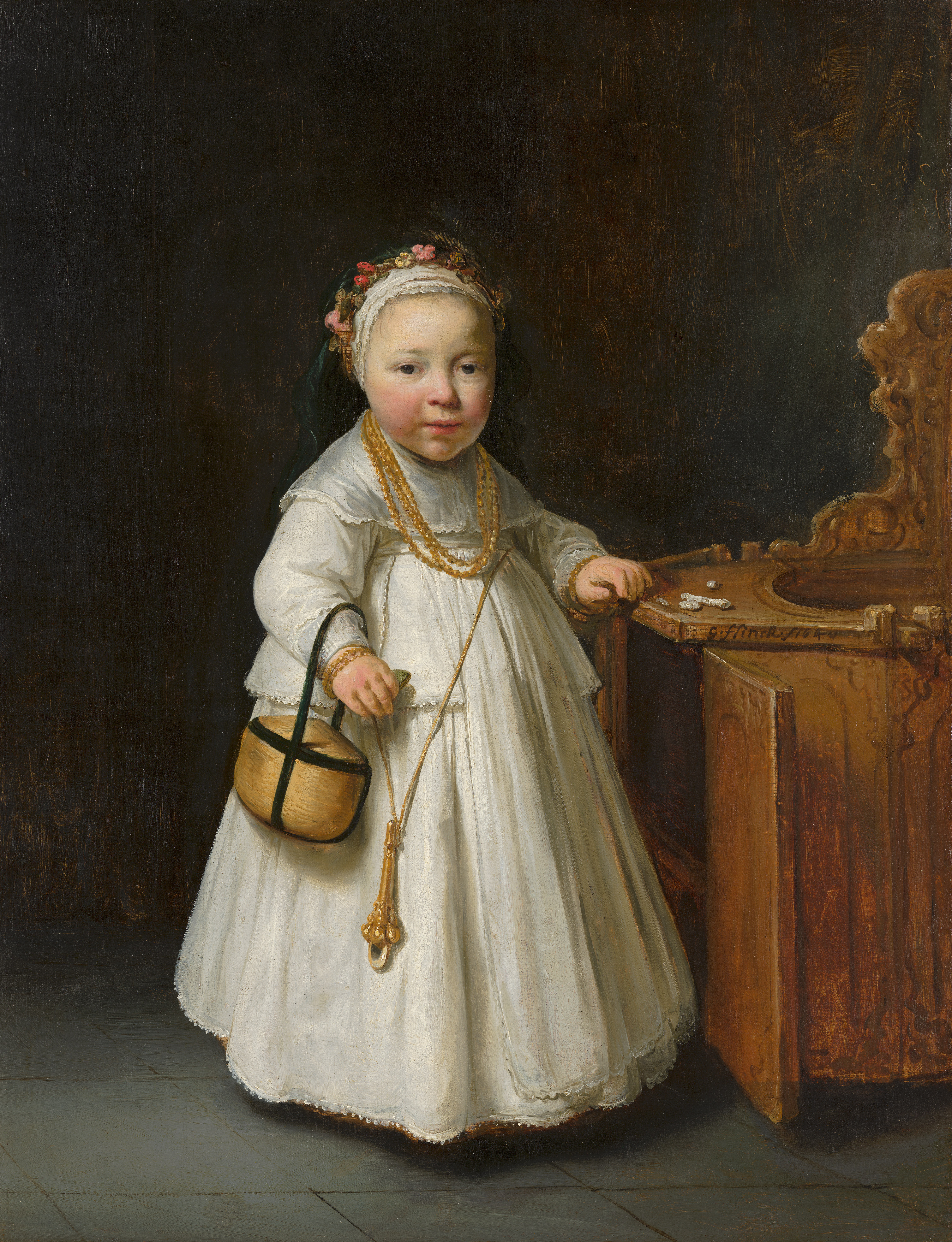
Fillette, 1640 Mauritshuis
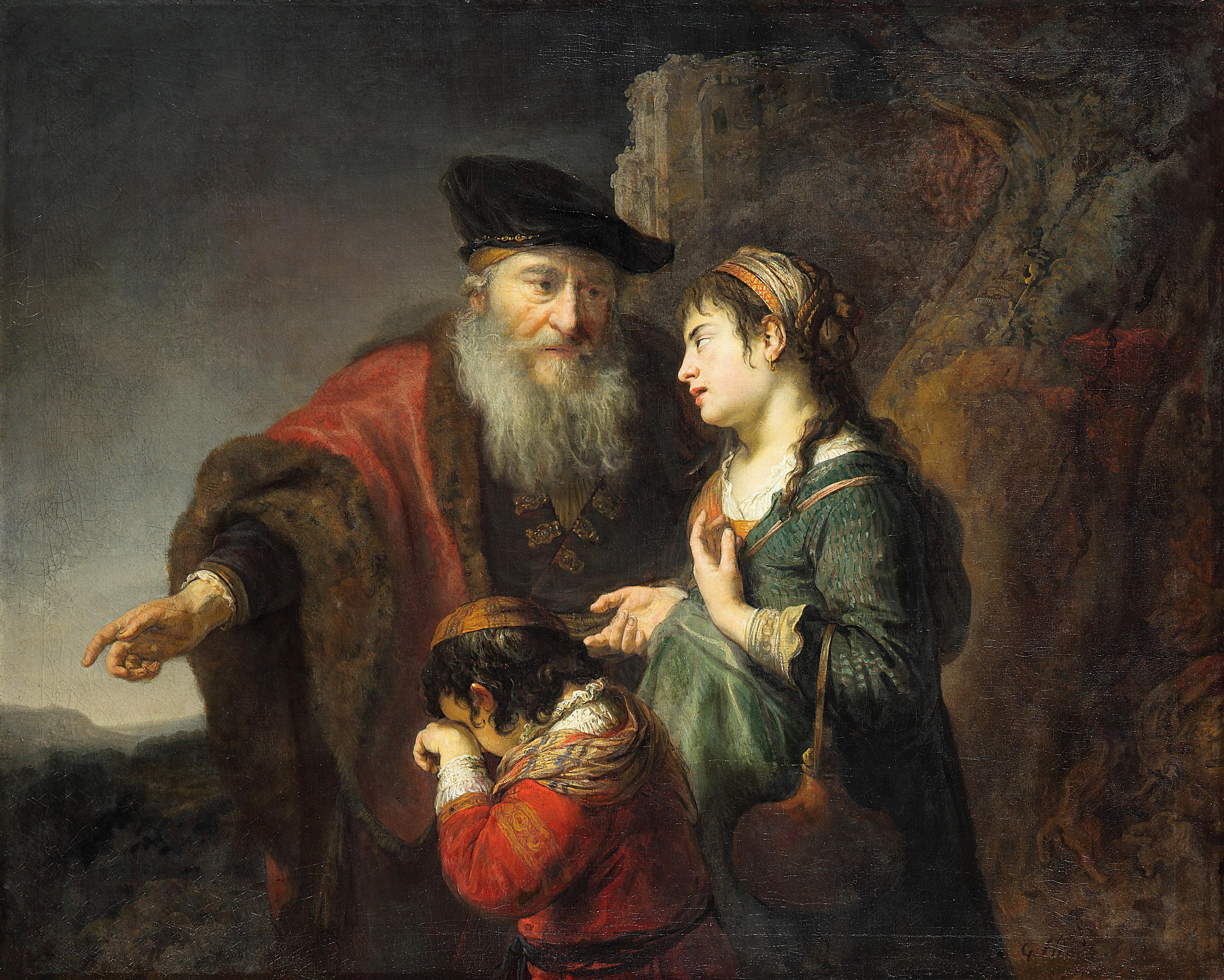
La répudiation de Hagar (1641ca) - Berlin Gemaldegalerie

## Dessins
Beaux-Arts de Paris : 
- Femme nue assise avec une lettre dans sa main gauche[9], sanguine et quelques traits à la pierre noire, H. 343 ; L. 232 mm. Signé et daté (les deux derniers chiffres ont été coupés). Ce nu remarquable peut être rapproché d'un autre nu à la sanguine Homme nu assis, vu de dos, également signé et conservé à Berlin (Staatliche Museen). L'influence de Rembrandt est évidente. La femme assise est Bethsabée tenant dans sa main droite la lettre du roi David, qui l'ayant aperçue depuis son balcon en train de se baigner, l'implore de le rejoindre. Une contre-épreuve d'une première étape du dessin est conservée à Dresde au Kupferstich-Kabinett[10].
- Femme nue assise, vue de dos[11], pierre noire avec rehauts de craie blanche sur papier bleu, H. 254 ; L. 199 mm[12].
- Officier debout saluant du chapeau[13], pierre noire et rehauts de blanc sur papier bleu, H. 345 ; L. 204 mm. Ce dessin étudie la figure du capitaine Joan Huydecoper van Maarseveen, situé au milieu à gauche du tableau de Flinck intitulé la Garde civique fêtant la Paix de Münster (1648, Amsterdam Museum). Le visage sur le dessin et le tableau ne sont pas les mêmes[14].
- Etude pour un Judas rapportant les deniers[15], copie (?), plume, encre brune, H. 137 ; L. 111 mm. Ce dessin pourrait être une copie d'après un dessin de Flinck. Le style présente une parenté mais le trait est moins ferme que dans le Vieil homme assis de la main de Flinck (National Gallery of Victoria, Melbourne). Il pourrait aussi s'agir d'une de ses premières œuvres, vers 1635-1636, ce qui expliquerait son manque d'assurance[16].